# 尼古拉·茹科夫斯基

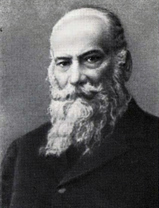
尼古拉·叶戈罗维奇·茹科夫斯基

尼古拉·叶戈罗维奇·茹科夫斯基（俄語：Никола́й Его́рович Жуко́вский，1847年1月17日—1921年3月17日），俄罗斯科学家，现代空气动力学与航空科学的开拓者，被列宁称为“俄罗斯航空之父”。
茹科夫斯基出生于俄罗斯帝国弗拉基米尔省奥列霍沃（今弗拉基米尔州索宾卡区），1868年毕业于莫斯科大学数学系，师从奥古斯特·达维多夫。1872年起任教于莫斯科皇家技术学院。1894年当选彼得堡科学院通讯院士。1905年当选莫斯科数学学会主席。1918年他创办了中央空气流体动力学研究院（TsAGI）并任院长。
茹科夫斯基在空气动力学、航空科学、水力学、水文地理学、力学、数学、天文学等领域都作出了贡献。他研究了偏微分方程及其近似积分法，并首先将复变函数广泛地应用于空气动力学与流体力学。
1919年，根据茹科夫斯基的倡议建立了莫斯科航空技术学校，1920年9月，该校移交给军事主管部门，改名为红色空军工程学院，茹科夫斯基被选为该院院长，1922年9月改为茹科夫斯基空军工程学院。该校是苏联武装力量培养空军各种专业工程师的高等军事学校，研究航空技术装备及其技术维护与战斗使用方面问题的科研中心，学院培养的学员中有空军元帅К.А.韦尔希宁、帕维尔·日加列夫、阿斯塔霍夫、伊万·雅库鲍斯基、扎沃龙科夫、克拉索夫斯基、鲁坚科、法拉列耶夫、苏杰茨、胡佳科夫等，第一航天员加加林及其他航天员也都在这里学习过，此外还有飞机设计师图波列夫、伊柳辛、米高扬、雅科夫列夫，火箭、火炮飞机发动机设计师Н.Д.库兹涅佐夫等都是这里的学员。
苏联政府还以他的名义设立了多种奖金并修建纪念碑和博物馆纪念他，并出版《茹科夫斯基全集》共9卷。1941年3月，苏联邮政为纪念茹科夫斯基逝世20周年，发行了一套3枚纪念邮票，图案分别为：肖像、头像和空军学院、讲课情景。
苏联电影《俄罗斯航空之父》就是反映茹科夫斯基以自己的聪明和坚强的个性将高深的数学知识和工程科学结合起来，创办红色空军战斗员理论短期训练班的感人故事。
现今俄罗斯莫斯科州的城市茹科夫斯基便是以他的名字命名的。

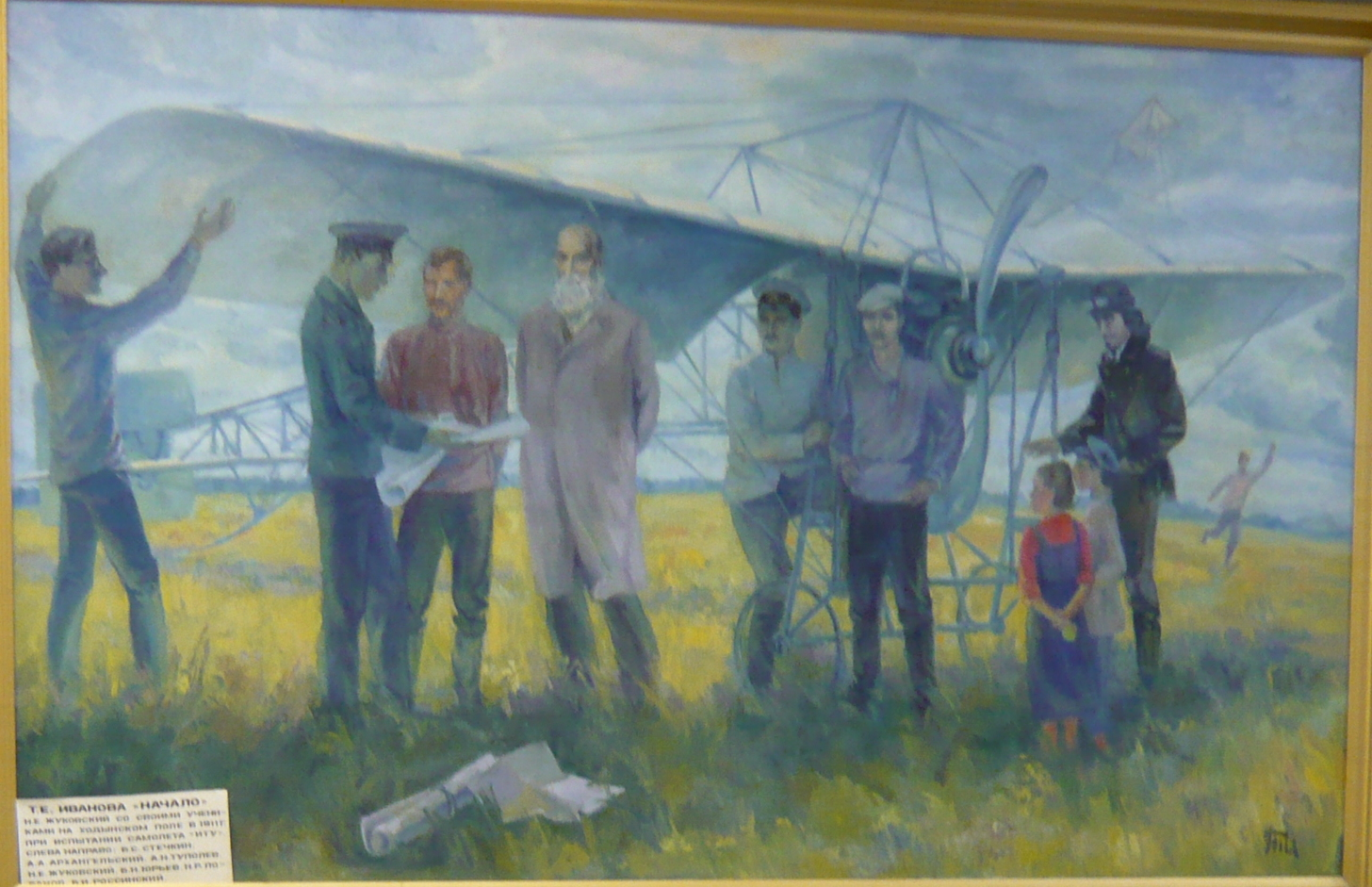
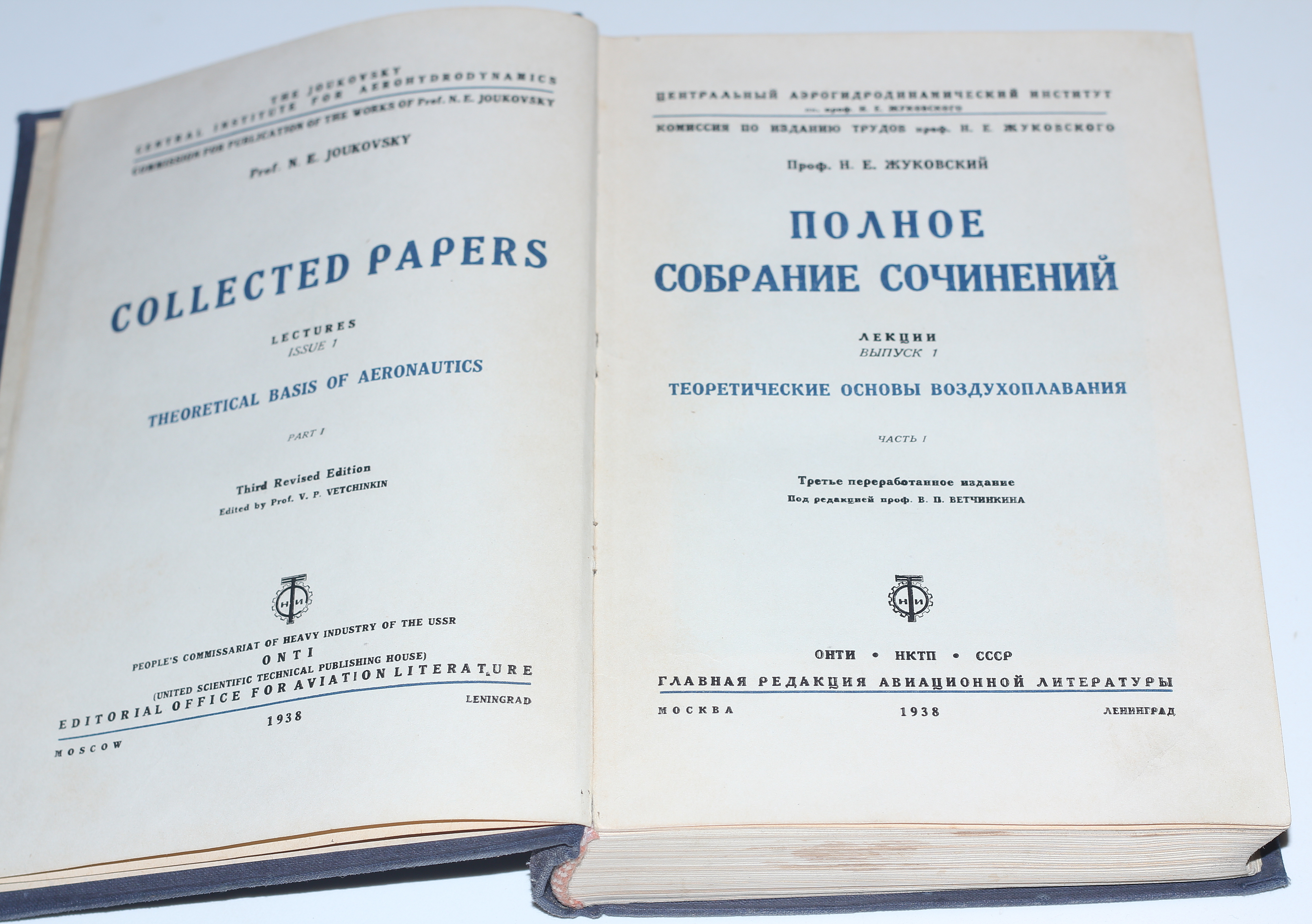
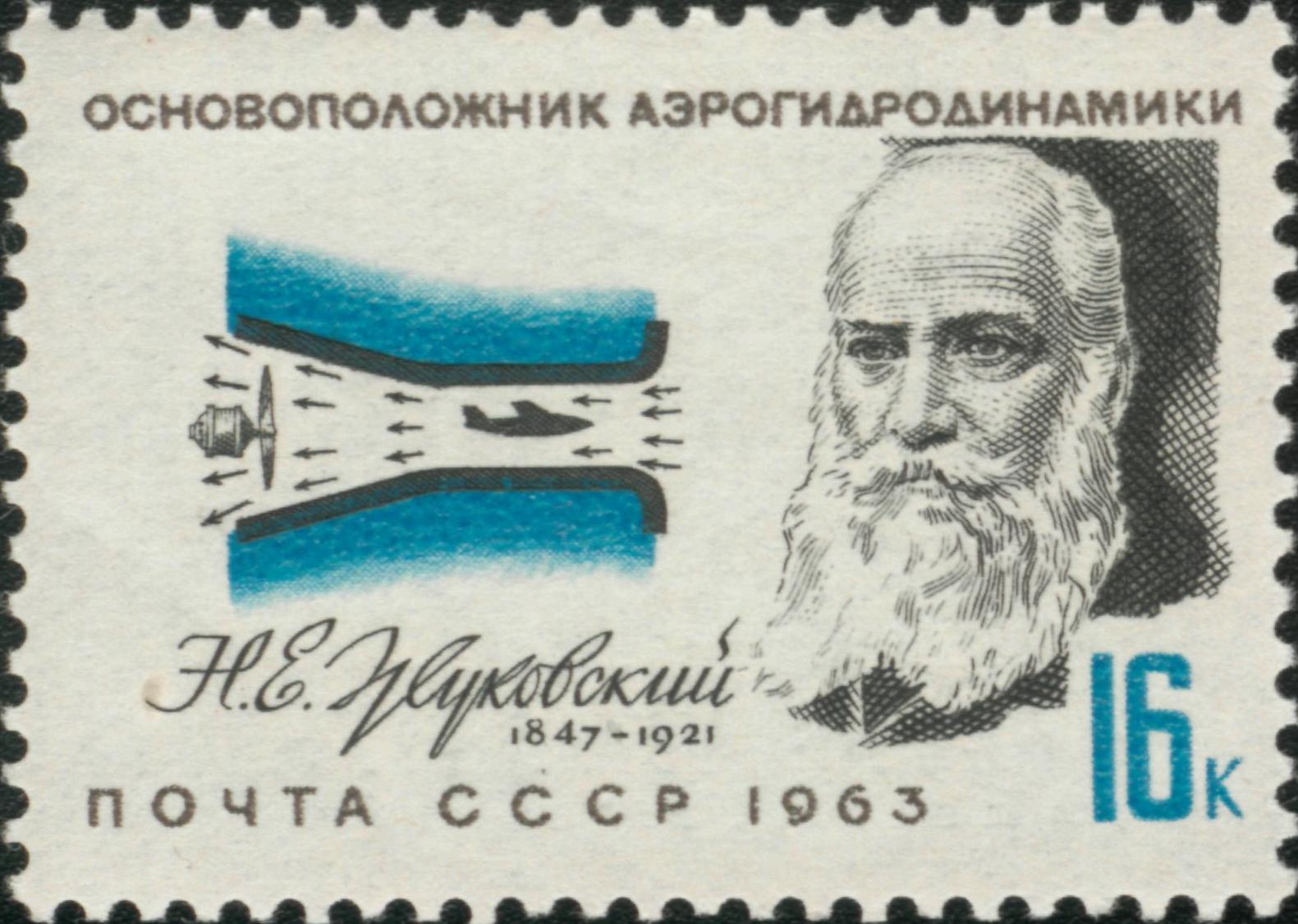